# 愛欲と純潔の戦い
『愛欲と純潔の戦い』（あいよくとじゅんけつのたたかい, 伊: Lotta tra Amore e Castità, 仏: Le Combat de l'Amour et de la Chasteté, 英: Combat of Love and Chastity）は、盛期ルネサンスのイタリアの巨匠ピエトロ・ペルジーノが1503年に制作した絵画である。テンペラ画。愛欲と純潔の闘争を主題とする神話画ないし寓意画であり、マントヴァ侯爵夫人イザベラ・デステの発注によって制作され、アンドレア・マンテーニャやロレンツォ・コスタの作品とともにイザベラ・デステの書斎を装飾する神話画連作を形成した。またメディチ家当主ロレンツォ・イル・マニフィコのために制作された『アポロンとダプニス』とともに、ペルジーノの2点のみ現存する神話画の1つである。現在は『アポロンとダプニス』と同様にパリのルーヴル美術館に所蔵されている。

## 制作経緯

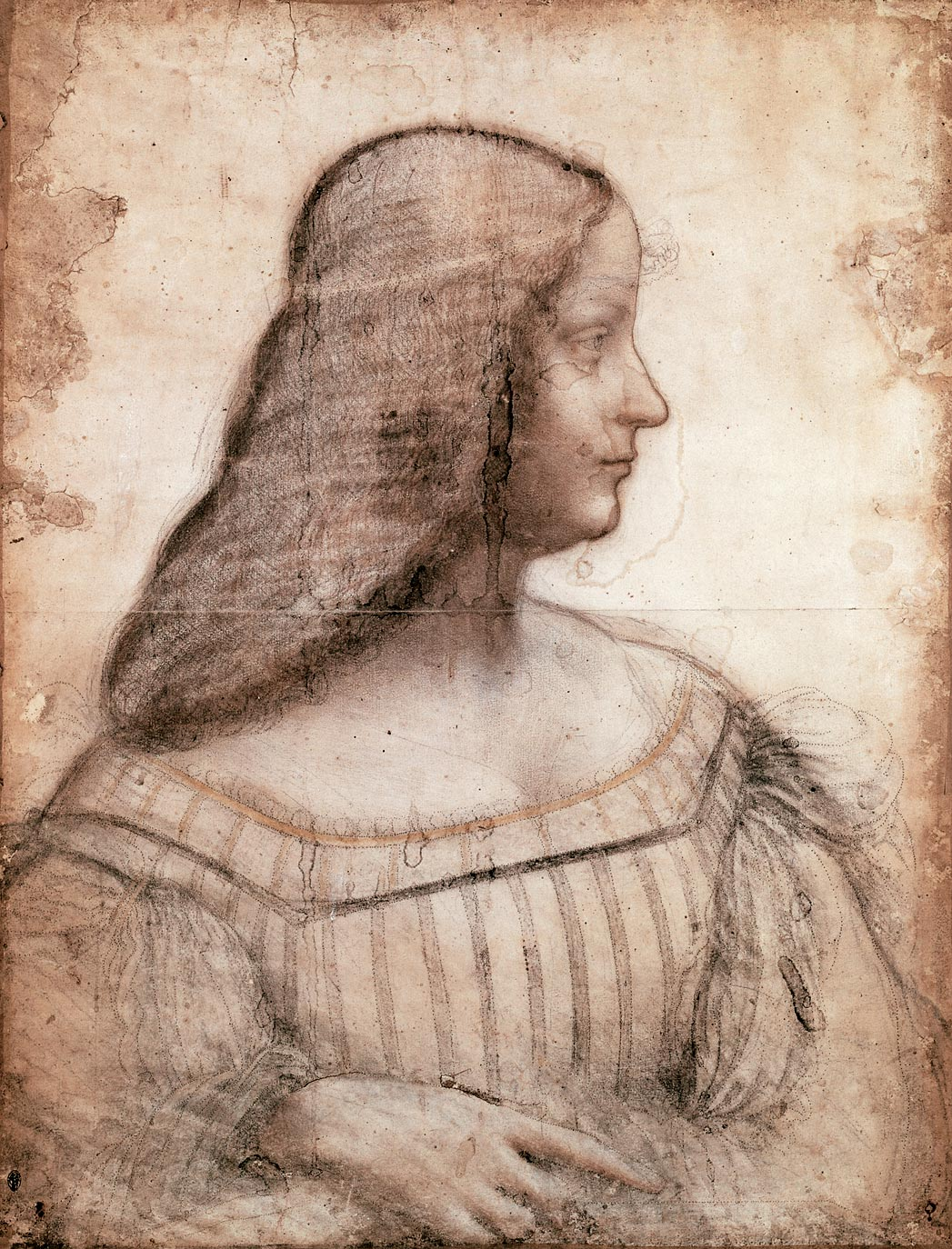
レオナルド・ダ・ヴィンチの『イザベラ・デステの肖像』。1500年頃。ルーヴル美術館所蔵。

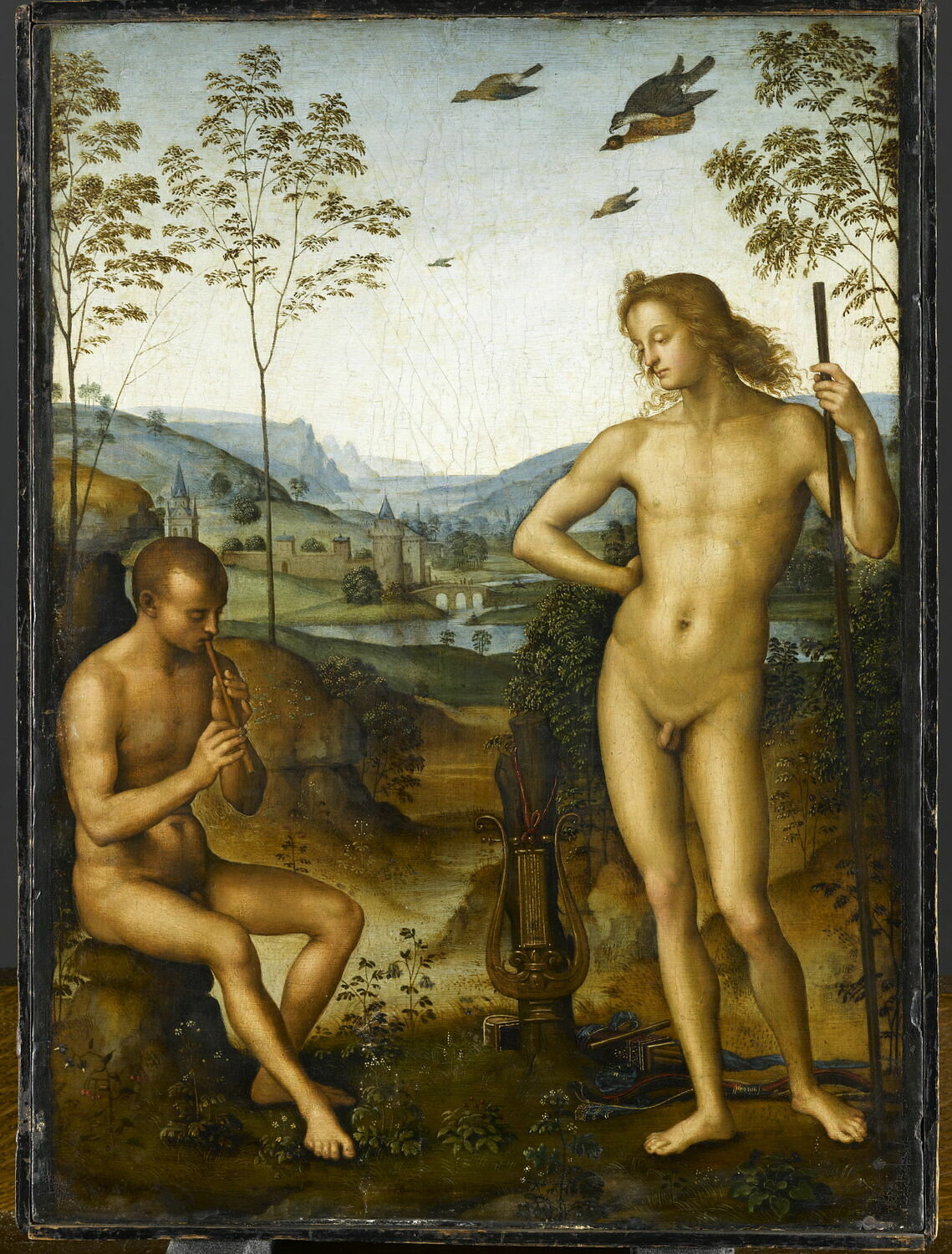
ペルジーノの絵画『アポロンとダプニス』。1475年から1500年の間。ルーヴル美術館所蔵。

絵画はマントヴァのドゥカーレ宮殿の一部であるサン・ジョルジョ城のイザベラ・デステの書斎の装飾のための連作絵画の第3作目として発注された。第1作と第2作はマントヴァの宮廷画家アンドレア・マンテーニャの『パルナッソス』と『美徳の勝利』（Trionfo della Virtù）であり、続いて第3作にペルジーノに本作品である『愛欲と純潔の戦い』、さらに第4作としてロレンツォ・コスタに『調和の王国のイザベラ・デステ（あるいはイザベラ・デステの戴冠の寓意）』（Isabella d'Este nel regno di Armonia, o Allegoria dell'incoronazione di Isabella d'Este）が発注された。『コモスの治世』（Regno di Como）は当初はマンテーニャに発注されたが、マンテーニャが制作半ばで死去したためロレンツォ・コスタに委ねられた。

絵画の交渉が始まったのは1497年であり、イザベラ・デステとペルージノの間で交わされた70通に及ぶ書簡は、絵画のサイズと使用する素材を明確に規定し、主題について詳細な指示を与えている。イザベラは発注した主題の内容に対して厳格であり、画家の創意が入り込む隙間はなかった。実際、この連作ではジョヴァンニ・ベッリーニにも1作品が発注されたが、ベッリーニは自由に制作しようとして頓挫し、最終的に制作を放棄している。ペルジーノに対してもイザベラは画家自身が発案した図像の追加を禁じている。マントヴァの人文主義者パリーデ・ダ・チェレザーラによって詳しい図像計画が考案され、数年間に及ぶ交渉の後の1503年1月19日の契約書に盛り込まれた。報酬は100ドゥカートであった。

## 主題

### 愛欲と純潔

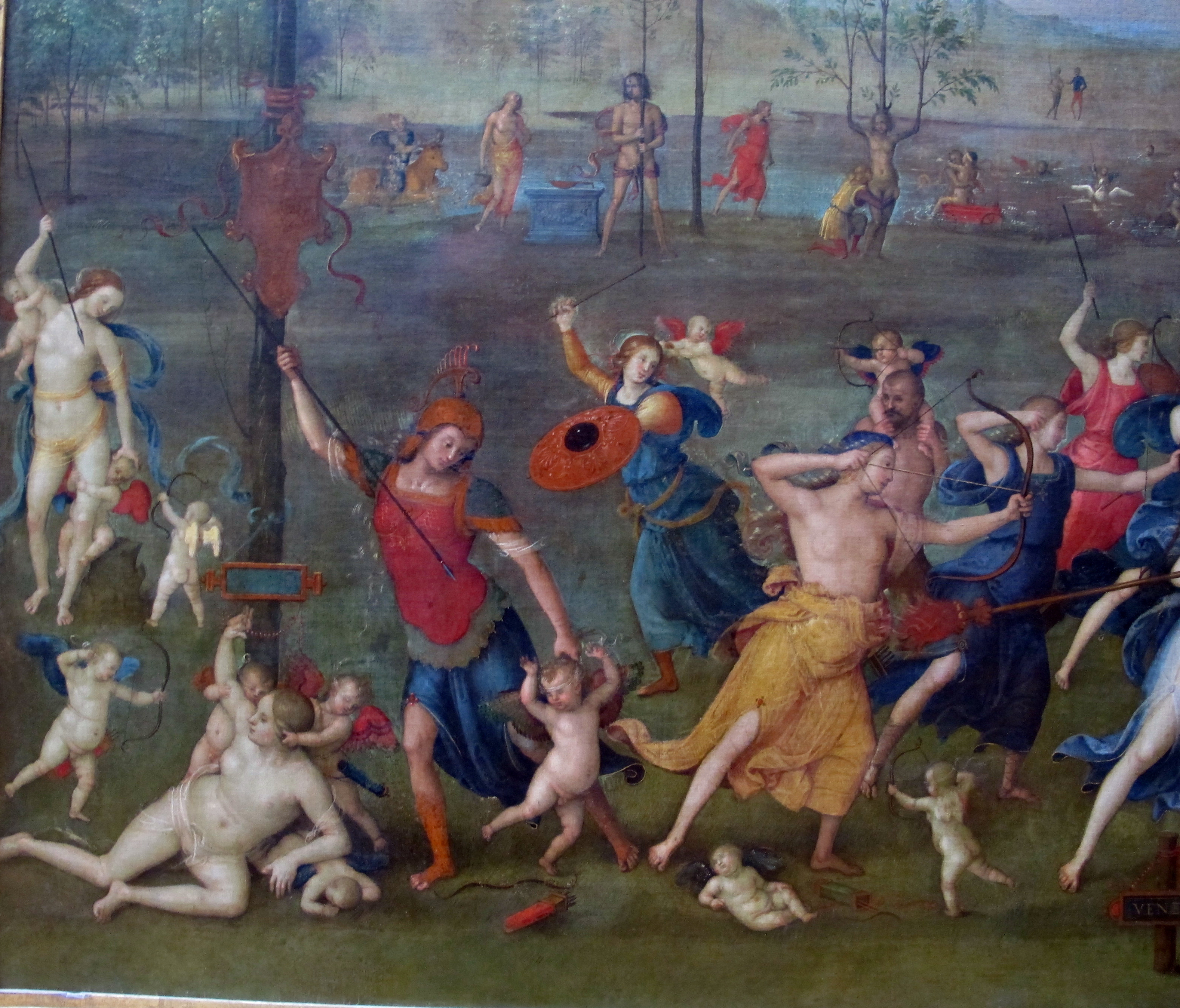
絵画のディテール。

イザベラは1503年1月19日の手紙の中で、主題を愛欲と純潔との間で繰り広げられる闘争とし、愛欲としてのヴィーナス、キューピッドと、純潔としてのミネルヴァ（パラス）、ディアナの戦いとして構想したことを明示している。

私たちがあなたに描いてほしいと強く願っている詩的な創案とは、淫欲に対する純潔の戦い、すなわち、ヴィーナスとキューピッドに対して男らしく戦うパラスとディアナです。パラスはキューピッドをほとんど打ち負かしたように見えなければなりません。キューピッドの金の矢をへし折って銀の弓を足元に投げ捨て、盲人の目を覆っている帯を片方の手でつかみ、もう一方の手でいつでも彼を傷つけることができるように槍を持ち上げています。またヴィーナスと対立しているディアナは、彼女の勝利と同等であると彼女自身に示しているように見える必要があります。ヴィーナスは頭上に王冠や花輪を戴いた、あるいは身にまとっているであろういくつかの小さなヴェールに包まれた、身体の表面だけを彼女に打たれました。ディアナはヴィーナスの松明によって衣服を焼かれましたが、他の部分は双方ともに負傷していません。これらの4人の神々の後ろで、パラスとディアナに従う最も貞淑なニンフたちは、あなたが気に入るように様々なポーズや身振りで、フォーン、サテュロス、そして何千もの様々なキューピッドといった好色な群集と激しく戦わなければなりません。そしてこれらのアモールは銀の弓も金の矢も持たず、木や鉄のようなあなたが考えているものなら何でも持った、最初のものより小さい姿でなければいけません。

### 装飾要素
続いてイザベラは愛欲およびび純潔の擬人像をより一層豊かに表現するため、図像について様々な指定をしている。その一つにミネルヴァとヴィーナスのアトリビュートを描きこむこと、また純潔の敵として登場する古代神話の様々な神々を描きこむことを指示している。

（続き）また絵画にさらなる表現と装飾を加えるため、パラスの傍らには彼女に捧げられたオリーブの木があり、メデューサの頭を持つ彼女の盾が置かれ、パラス特有の鳥であるフクロウがその枝に配置されます。ヴィーナスの傍らにはヴィーナスにとって最も喜ばしいギンバイカの木があります。しかし、広々とした風景をもっと愛らしくするためには、フォーン、サテュロス、そしてさらに多くのキューピッドがアモールの救援に来るのを見ることができる川ないし海が必要です。泳いでいるのを観察できる者もいれば、白鳥に乗ったり飛んでいる者もおり、すべての者がこのような大きな好色な企てに参加するためにやって来ます。この川ないし海の岸辺には、純潔の敵として他の神々と一緒に、美しいエウロペを運び去った牡牛に変身したユピテルの姿があり、メルクリウスは獲物の周りを旋回する鷲のように、女神に神聖なものを運ぶチェストを腕に抱えているグラウケラ（Glaucera）と呼ばれるパラスのニンフの周りを飛んでいます。そして、片目を持つキュクロプスのポリュペモスがガラテイアに向かって進み、ダプネはポイボスのためにすでに月桂樹に変身しており、プロセルピナを捕らえたプルートは彼女を地獄に連れて行き、ネプトゥヌスはほぼ完全にカラスに変身したニンフを捕らえました。

最後にイザベラは詳細のすべてを小さな素描で送ること、画中にあまりにも多くの人物を描くことになる場合は、最初の主要な構想であるミネルヴァ、ディアナ、ヴィーナス、キューピッドを除去しない限りは適切に除去することを容認している。

## 作品
ペルジーノは愛欲と純潔を表す擬人像が武器を取り、激しく戦う様子を描いている。愛欲は美の女神ヴィーナスと恋の神キューピッドによって表され、純潔は知恵の女神ミネルヴァと狩猟の女神ディアナによって表されている。ペルジーノはイザベラの指示に忠実である。ヴィーナスは画面中央の最前景で長い柄の松明を持ち、燃え盛る炎をディアナに対して突き出している。一方のディアナはヴィーナスに対して弓矢を構え、今にも矢を放とうとしている。キューピッドの多くは目隠しをしており、画面の各所で、ときにはサテュロスの肩にまたがって、弓矢を構えるかあるいは松明を振りかざしている。画面左ではミネルヴァが兜と胸当てを身に着け、キューピッドの髪を背後からつかみ、槍を突き下ろそうとしている。ヴィーナスとディアナは乳房をあらわにして戦っているが、ディアナの従者であるニンフたちは弓矢か、あるいは盾と棍棒で戦っている。
また絵画のディテールのいくつかはイザベラの手紙と照らし合わせることで理解できる。たとえば、ミネルヴァの傍らに立っている木はオリーブであり、その幹にかけられている盾はミネルヴァの持つアイギス、また上方の枝にとまっている鳥はフクロウである。同様にヴィーナスの傍らに立っている木はギンバイカであると分かる。
背景ではエウロペを略奪するユピテル、月桂樹に変身するダプネにすがりつくアポロン、プロセルピナを略奪するプルート、イルカの背に乗ったネプトゥヌスといった古代神話の登場人物が描かれている。画面右の丘の斜面ではサテュロスたちが楽器を演奏している。
ヴィーナスやキューピッドが持つ松明は愛の炎を象徴している。多くのキューピッドが目隠しをしているのは、愛が盲目であることに由来する。ニンフが装備している盾はキューピッドの矢から身を守るための貞潔としてのディアナの持ち物である。背景の神話的人物のうちダプネは純潔と関係があり、アポロンの求愛から逃れたことにちなみ、純潔の擬人像は変身するダプネのような姿で描かれることがある。
絵画は完成すると1505年6月にイザベラ・デステのもとに届けられた。受け取ったイザベラは作品を評価しつつも十分に満足しなかった。「よく構図が作られ、色付けされていますが、もっと熱心に仕上げていたなら･･･あなたのより大きな名誉と満足になったでしょう」。

## 来歴
イザベラ・デステは1519年に夫のフランチェスコ2世・ゴンザーガが亡くなった後、イザベラは絵画をドゥカーレ宮の1階の新しい書斎に移した。ペルジーノが1523年に死去すると、イザベラは代理人を通じて画家の未亡人キアラ・ファンチェッリと連絡を取り、ウルカヌス、ヴィーナス、マルスを描いたペルジーノの現存しない神話画について交渉した。しかしキアラが絵画を売却したいと申し出ると、イザベラはこれを断った。その後、イザベラは1531年頃にコレッジョの2つの寓意画『美徳の寓意』と『悪徳の寓意』を追加した。絵画はマントヴァ公爵フェルディナンド・ゴンザーガが死去した1627年頃に、他の連作とともにフランスのリシュリュー枢機卿に寄贈された。1630年代には連作はポワティエ近くのリシュリュー城に飾られており、フランス革命までリシュリュー城に留まったのち、ルーヴル美術館に収蔵された。

## ギャラリー

アンドレア・マンテーニャ『パルナッソス』
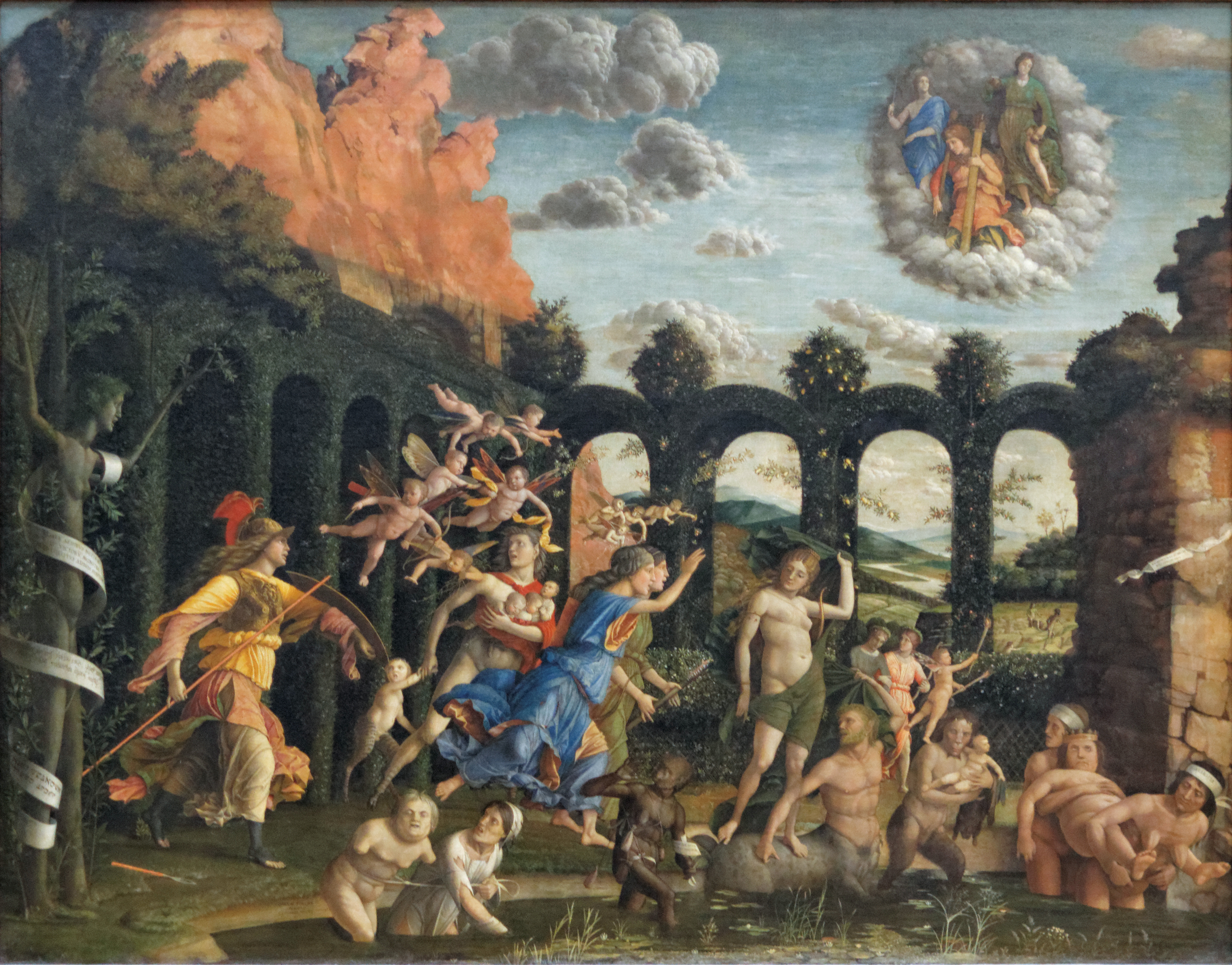
アンドレア・マンテーニャ『美徳の勝利』
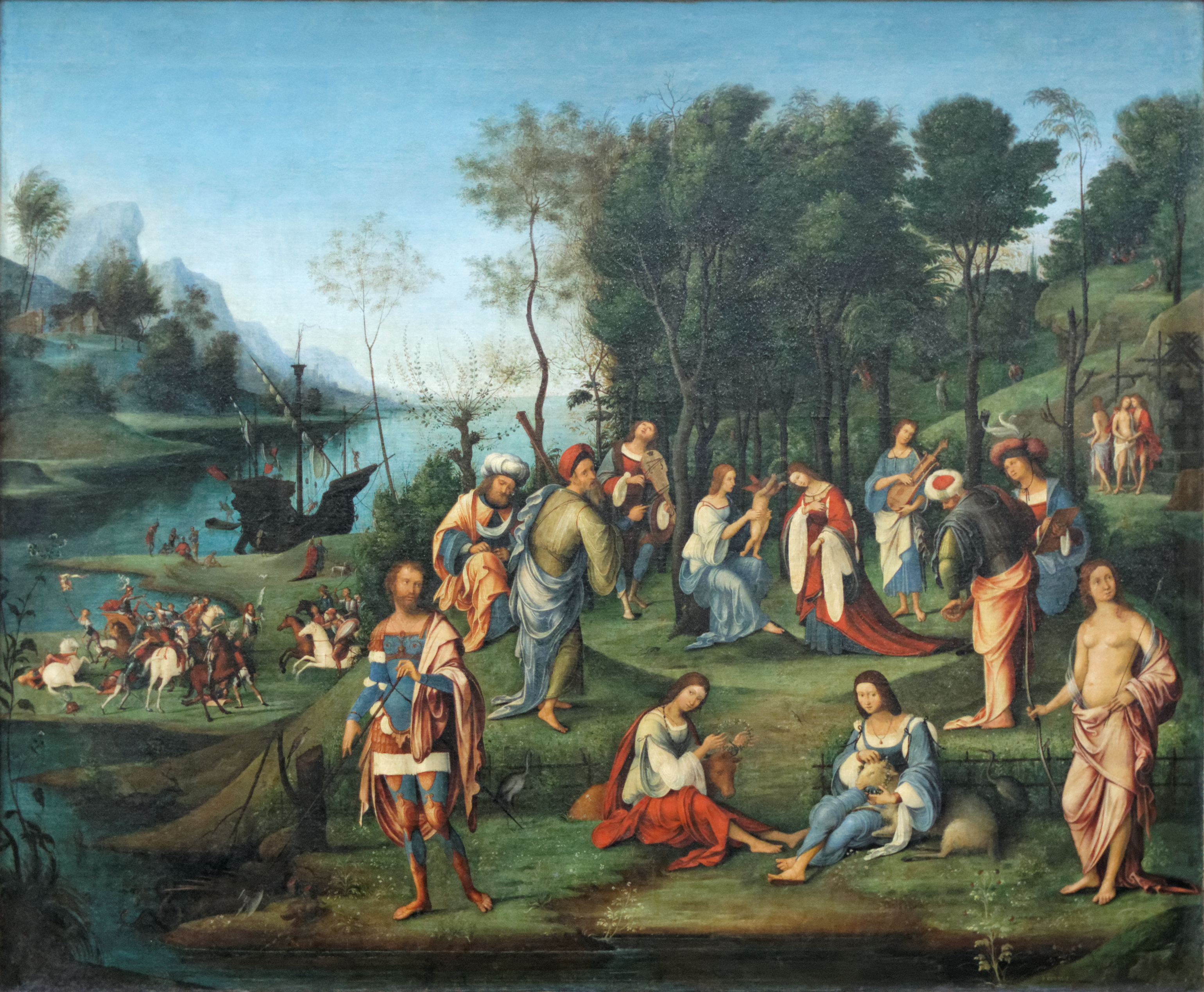
ロレンツォ・コスタ『調和の王国のイザベラ・デステ』
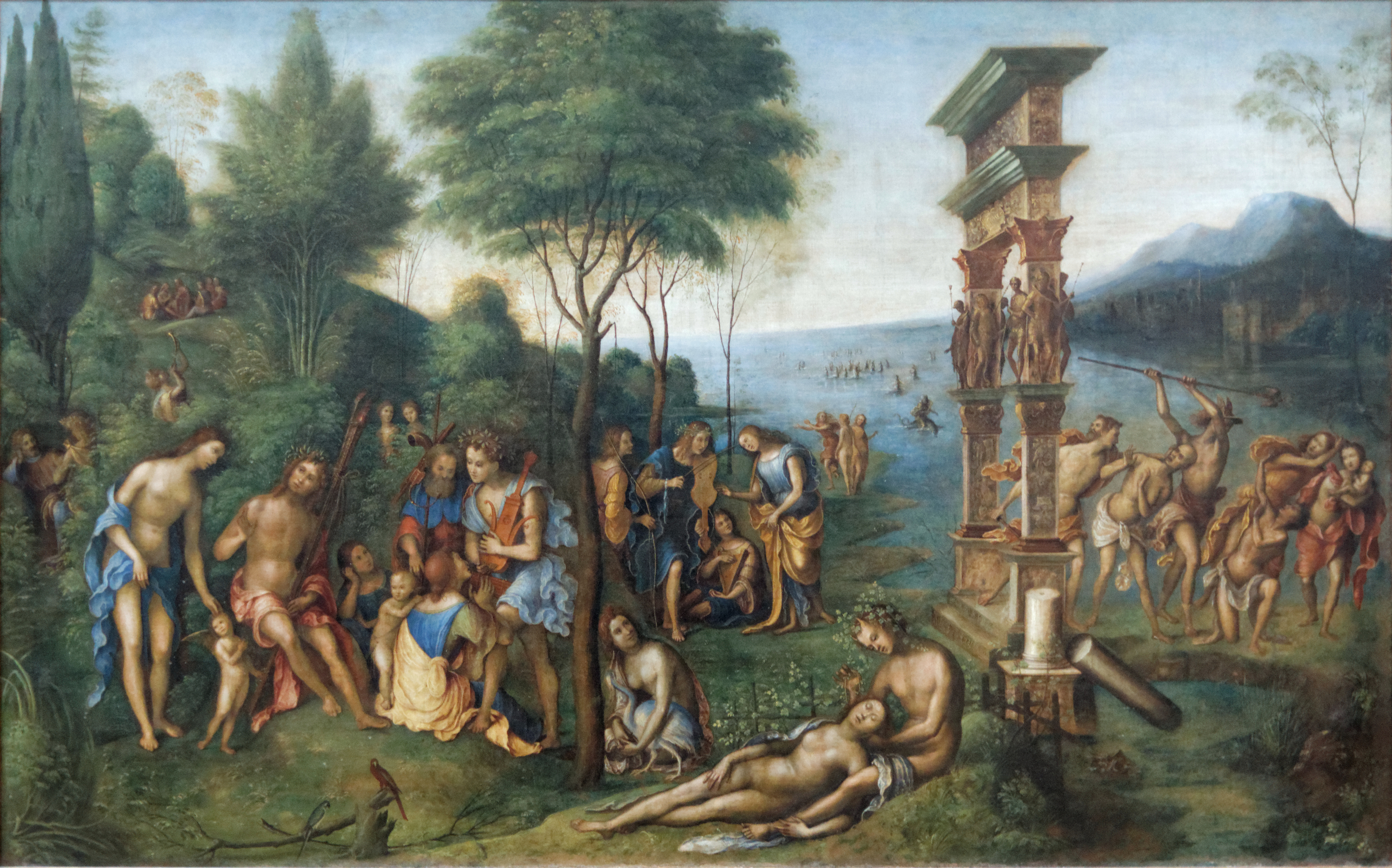
ロレンツォ・コスタ『コモスの治世』